# António Botto

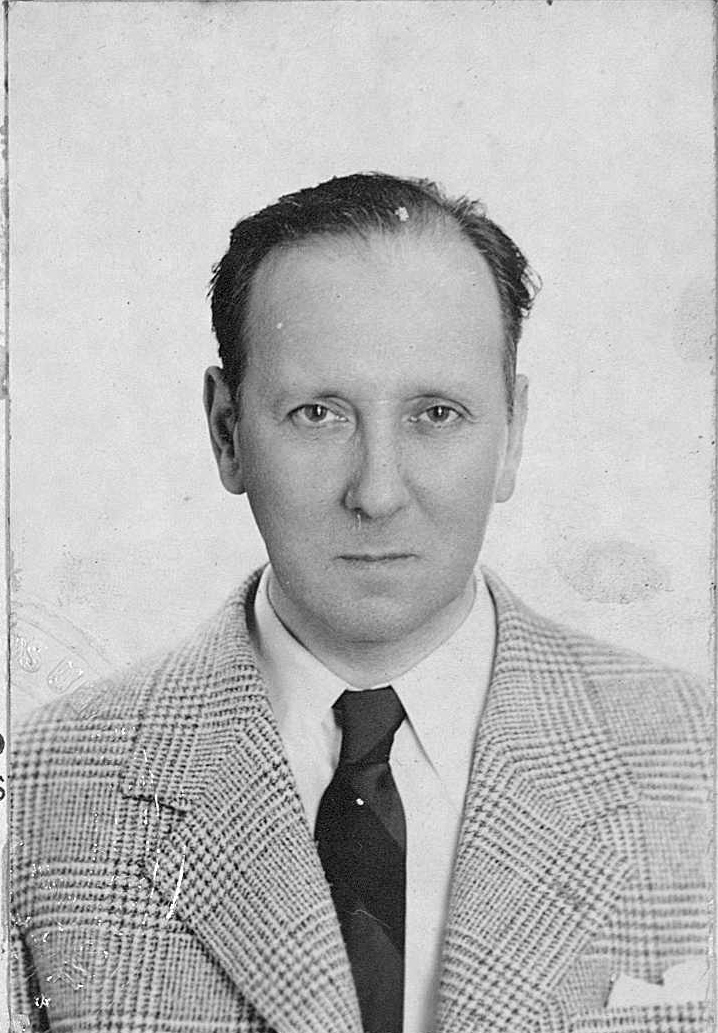
António Botto

António Thomaz Botto (* 17. August 1897 in Casal de Concavada, Alvega, Distrikt Abrantes, Portugal; † 16. März 1959 in Rio de Janeiro, Brasilien), auch bekannt als António Boto, war ein portugiesischer Schriftsteller, der vor allem als Lyriker tätig war.
Bekannt wurde er als einer der besten Freunde von Fernando Pessoa und als einer der wenigen homosexuellen Prominenten Portugals neben Raul Leal. Mit dem Gedichtband „Canções“ löste er einen der größten Literaturskandale in der Geschichte Portugals aus.

## Leben
António Botto wurde in Casal de Concavada, einem Weiler, der zur Gemeinde Alvega im Kreis Abrantes gehört, geboren. Sein Vater war Francisco Thomaz Botto und seine Maria Perez Aguada. Botto wurde in der Ortskirche São Pedro de Alvega getauft. Als Jugendlicher half er seinem Vater bei der Arbeit als Flussfischer im Tejo und wurde von der Landschaft so inspiriert, dass dadurch erste Gedichte entstanden. Sein erster Gedichtband war „Trovas“, 1917. Sein bedeutendster, der ihn in ganz Portugal und teilweise über die Grenzen des Landes hinaus bekannt machte, war „Canções“ (1922).
1908 zog die Familie nach Lissabon und lebte im Stadtteil Alfama. Als junger Mann verdingte sich Botto zunächst als Buchhändler in diversen Lissaboner Buchhandlungen, ab 1924 bis 1942 arbeitete er im Staatsdienst, zunächst zwischen 1924 und 1925 in Portugiesisch-Afrika, genauer in Angola, in Santo António de Zaire und der Hauptstadt Luanda, und seit 1925 dann als Staatsbediensteter in Lissabon.
1942 wurde er endgültig wegen seiner Homosexualität diskreditiert und aus dem Staatsdienst entlassen, hielt sich danach mehr recht als schlecht über Wasser und siedelte 1947 nach Brasilien über. Von 1947 bis 1951 lebte er in São Paulo, dann bis zu seinem Tode 1959 in Rio de Janeiro. Er schrieb in dieser Zeit Artikel in portugiesischen und brasilianischen Zeitungen und hielt Lesungen im Radio ab, was eine Existenz am Rande der Armut ermöglichte.
Botto war hauptsächlich als Lyriker tätig, es gibt aber auch ein Kinderbuch und ein Theaterstück von ihm.
Am 16. März 1959 starb er an der Copacabana an den Folgen eines Autounfalles. 1966 wurden seine Gebeine nach Portugal überführt und liegen seitdem auf dem Cemitério do Alto de São João in Lissabon.

## Bottos Homosexualität und der Skandal mitCanções
Erst nach der Nelkenrevolution in Portugal begann man das Werk von Botto neu zu entdecken und ihn entsprechend zu würdigen. Das gipfelte in der Auslobung eines António-Botto-Preises und der Tatsache, dass die Staatliche Bibliothek der Stadt Abrantes offiziell den Namen des Dichters trägt.

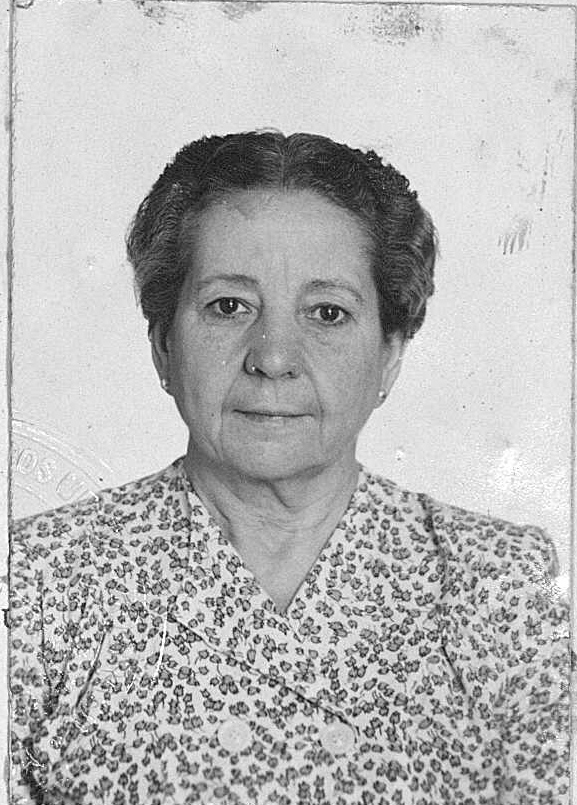
Carminda Rodrigues

Das war nicht immer so. Um während der chaotischen Ersten Republik und dem Skandal mit Canções keinen weiteren Ärger und Aufsehen zu erregen, lebte er als Alibi mit Carminda Silva Rodrigues, sie lebten jedoch nur zusammen und waren nicht offiziell verheiratet. Botto litt an der Syphilis, was ihm oft Krankenhausaufenthalte einbrachte.
Vor seinem Skandal und danach schrieb Botto unverdrossen weiter homosexuelle Lyrik und wurde damit einer der bedeutendsten, schwulen Lyriker der Iberischen Halbinsel, zusammen mit Luis Cernuda. Canções (Lieder bzw. Gesänge) jedoch wurde sein Fanal: das Werk wurde nach der Veröffentlichung aus den Buchhandlungen konfisziert und wurde verboten und blieb es auch bis nach der Nelkenrevolution; dem Autor wurde von Staatsseite nachgestellt und Anfang 1923 wurden in Lissabon diverse Werke homosexueller portugiesischer Autoren wie Botto, Raul Leal, Judite Teixeira und Augusto Ferreira Gomes verbrannt. Um seinen guten Freund zu unterstützen, schrieb der Schriftsteller Fernando Pessoa seine berühmte Streitschrift „Antonio Botto und das Ästhetische Prinzip in Portugal“, die auch in einem Magazin veröffentlicht wurde. Zahlreiche nationale und internationale Autoren bekamen von dem Werk und der Verfolgung seines Autors Kenntnis und unterstützten ihn, unter ihnen weltberühmte Autoren wie Virginia Woolf, Stefan Zweig, Rudyard Kipling, Luigi Pirandello, James Joyce und Federico García Lorca. Nur aufgrund der Intervention der internationalen Autoren blieb Botto von physischen Verfolgungen verschont, jedoch nicht von Beobachtungen durch die PIDE, die letztlich 1942 in seiner Entlassung aus dem Staatsdienst gipfelten.
Inhaltlich besingt Botto in den Canções vor allem junge Männer, die Schönheit des männlichen Körpers, die mann-männliche Freundschaft und erschafft ein Universum homosexueller Träume. Botto wurde damit einer der bedeutendsten homosexuellen Lyriker des 20. Jahrhunderts.
1933 wurden die Canções von Pessoa ins Englische übersetzt, jedoch erst 1948 im Vereinigten Königreich in einem Privatdruck veröffentlicht und erst 1997 wurden die Gedichte auch ins Deutsche übertragen.

## Werk (Auswahl)
Lyrik
- Trovas, 1917.
- Cantiga de Saudade, 1918.
- Coracoes do Sul, 1920.

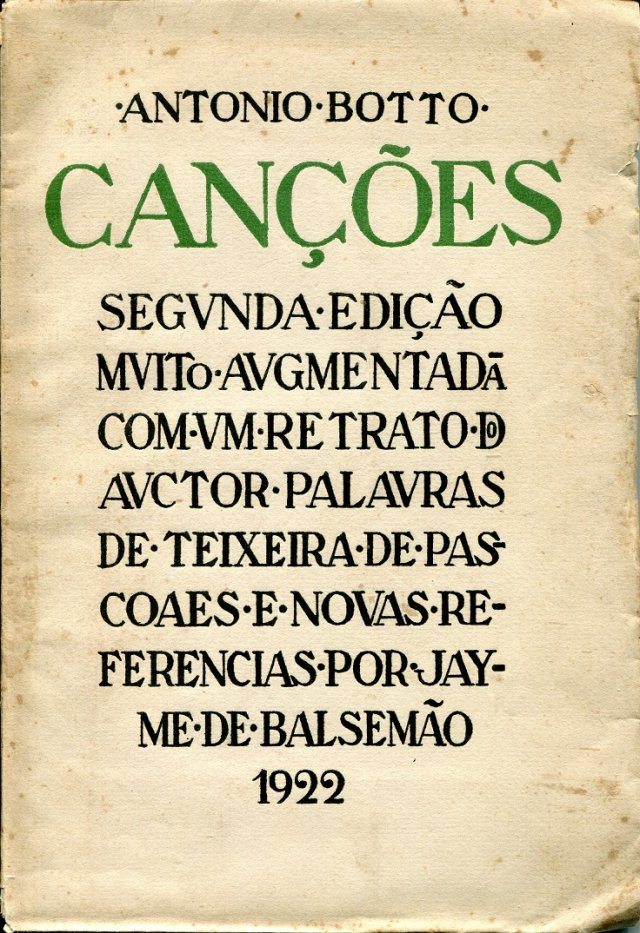
Canções, zweite Ausgabe, 1922

- Canções, 1922 (übersetzt 1948 ins Englische und 1997 ins Deutsche, erschienen 1997 als „Canções – Lieder“ im Elfenbein Verlag, ISBN 978-3-932245-05-3)
- Curiosidades de Estetica, 1924.
- Olimpiadas, 1927.
- Dandismo, 1928.
- Fatima-Poema do Mundo, 1955.

Theaterstück
- Alfama, 1933.

Kinderbuch
- O livro das criancas, 1931.